# Арын, Берик Сакбайулы
Берик Сакбайулы Арын (каз. Арын, Берік Сақбайұлы; род. 5 июня 1969, с. Мукры, Талды-Курганская область, Казахская ССР) — казахстанский государственный деятель, дипломат, Генеральный директор Исламской организации по продовольственной безопасности. Чрезвычайный и полномочный посол
I класса( 2019 г.)

## Биография
В 1994 году окончил Казахский Национальный университет им. аль-Фараби.
- С 1994 по 1996 годы — референт, атташе Министерства иностранных дел Республики Казахстан.
- С 1996 по 2001 годы — атташе, третий, второй, первый секретарь Посольства Республики Казахстан в Саудовской Аравии.
- С 2001 по 2002 годы — начальник отдела Министерства иностранных дел Республики Казахстан.
- С 2002 по 2006 годы — советник Посольства Министерства иностранных дел Республики Казахстан в Египте.
- С 2006 по 2007 годы — главный инспектор Центра внешней политики Администрации Президента Республики Казахстан.
- В 2007 году окончил — Казахский гуманитарно-юридический университет. Преподаватель арабского языка и литературы, казахского языка и литературы, бакалавр юриспруденции.
- С июня 2007 года — заведующий отделом межпарламентских связей и международного сотрудничества.
- С 2009 по 2011 годы — заместитель руководителя Аппарата Сената Парламента Республики Казахстан.
- С декабря 2011 года — Чрезвычайный и Полномочный Посол Республики Казахстан в Арабской Республике Египет.
- С апреля 2012 года — Чрезвычайный и Полномочный Посол Республики Казахстан в Королевстве Марокко по совместительству.
- С декабря 2012 года — заместитель председателя Исполнительного совета Исламской организации по образованию, науке и культуре (ИСЕСКО).
- С ноября 2013 года — постоянный представитель РК при Африканском союзе.
- С апреля 2015 года — посол РК в Алжирской Народно-Демократической Республике, Республике Тунис по совместительству.
- С октября 2016 год - Вице-министр по делам религий и гражданского общества РК.
- С июля 2018 год - Вице-министр общественного развития Республики Казахстан.
- С 2019 по 2024 годы — Чрезвычайный и Полномочный Посол Казахстана в Королевстве Саудовская Аравия, Постоянный Представитель Казахстан при ОИС.[1]
- С 2019 по 2024 годы —  Чрезвычайный и Полномочный Послом Республики Казахстан в Королевстве Бахрейн по совместительству.[2]
- В апреле 2024 года был избран Генеральным директором Исламской организации по продовольственной безопасности.[3]

## Награды
- Орден «Курмет» (2012);
- Юбилейные медали